# Valdeolmos
Valdeolmos är en ort i Spanien.   Den ligger i provinsen Provincia de Madrid och regionen Madrid, i den centrala delen av landet, 30 km nordost om huvudstaden Madrid. Valdeolmos ligger 702 meter över havet och antalet invånare är 2 207.
Terrängen runt Valdeolmos är huvudsakligen platt, men norrut är den kuperad. Runt Valdeolmos är det ganska tätbefolkat, med 155 invånare per kvadratkilometer. Närmaste större samhälle är Alcalá de Henares, 18,8 km söder om Valdeolmos. Trakten runt Valdeolmos består till största delen av jordbruksmark.